# Cordillera de Mochara
Die Cordillera de Mochara (auch: Serranía de Mochará) ist eine Hochgebirgslandschaft im südlichen Teil der bolivianischen Anden. Der Gebirgsrücken hat eine Länge von etwa 120 Kilometern und eine mittlere Breite von 20 Kilometern.
Die Kordillere Mochara ist ein nord-südlich verlaufender Gebirgsrücken in der Südwestregion des bolivianischen Departamento Chuquisaca. Die Gebirgskette wird im Süden und Osten durch den Río San Juan del Oro begrenzt, im Nordosten und Norden durch den Río Tumusla, im Nordwesten durch den Río Cotagaita, und im Westen durch den Río Mochara, sie bildet die südliche Fortsetzung der bolivianischen Cordillera Central und der Cordillera de Tajsara o Tarachaca.
Die höchste Erhebung der Kordillere hat eine Höhe von 4356 m, die meisten Bergrücken erreichen nur Höhen von etwa 3500 m. Direkt nördlich dieses Gipfels wird der Höhenrücken durch die nord-südlich verlaufende Fernstraße Ruta 20 durchquert, die von Hornillos an der Ruta 14 im Westen nach Las Carreras im Osten führt, wo sie auf die Ruta 1 trifft.
Die Kordilleren-Region ist nahezu unbesiedelt, alle größeren Ortschaften liegen im Flusstal des Río San Juan del Oro am Ostrand der Kordillere. Verwaltungstechnisch gehört der nördliche Teil der Kordillere zum Landkreis (bolivianisch: Municipio) Municipio Camargo in der Provinz Nor Cinti, der zentrale Teil zum Municipio Villa Abecia und zum Municipio Las Carreras in der Provinz Sud Cinti, und der südliche Teil zum Municipio Tupiza in der Provinz Sur Chichas im Departamento Potosí.